# Estatura
A estatura é a medida da altura de um ser humano. As medidas de altura possuem muitas unidades de medida, porém as mais comuns são em metros/centímetros e em pés/polegada.

## Determinantes de crescimento e altura
O estudo do crescimento humano é conhecido como auxologia. Crescimento e altura há muito são reconhecidos como uma medida de saúde do indivíduo. Genética é um fator importante na determinação da altura dos indivíduos, mas é muito menos influente no que se refere às populações. Média é cada vez mais utilizada como uma medida de saúde e bem-estar (padrão de vida e qualidade de vida) das populações. Existe um cálculo para determinar a média de altura final de um indivíduo:
- altura do pai + altura da mãe + 12,5 cm (- 12,5 cm para o sexo feminino) e divide-se o resultado por 2, resultando na altura alvo, subtrai-se ou adiciona-se 6,25 cm ao mesmo para se obter o intervalo da altura final.
- exemplo (para um indivíduo do sexo masculino):
191 cm + 178 cm + 12,5 cm = 382 cm/2 = 191 cm, logo a altura final é de 184,75 cm a 197,25 cm.

Diversos fatores como a alimentação, doenças, problemas como obesidade, exercícios físicos, poluição, padrões de sono, clima e até mesmo o estado emocional do indivíduo podem afetar o crescimento. Logo a altura é determinada por uma combinação de genética e fatores externos.
A passagem da infância para adolescência é um período crítico onde fatores externos, principalmente a alimentação e exercícios físicos têm grande efeito sobre o crescimento.
Exercícios físicos em excesso são desaconselháveis para crianças, pois causam a liberação precoce da testosterona, o que aumenta a calcificação dos ossos, fazendo com que o esqueleto amadureça mais cedo, retardando o crescimento.
Além disso, a saúde da mãe durante toda a sua vida, especialmente durante a gravidez tem um papel a desempenhar. A saúde da mãe durante a gravidez é importante, como é um período crítico para o embrião, apesar de alguns problemas que afetam a altura durante este período possam ser resolvidos, verificando se as condições de crescimento na infância serão boas, tais cuidados podem ou não verificar se haverá problemas de diferentes graus no crescimento dos descendentes.
Ainda assim a relação exata entre altura e alimentação, genética e ambiente é complexa e incerta.

### Etnia e altura
A população indígena americana, original das planícies, estava entre as populações mais altas do mundo na época. Hoje vários países, incluindo muitos países da Europa, já ultrapassaram a média dos E.U.A, mais notavelmente os Países Baixos e os países cortados pelos Alpes Dináricos, que hoje possuem respectivamente uma média de 1,83 m e 1,86 m para homens jovens. Dada como uma importante razão para a tendência de aumento da altura em partes da Europa é a adequada nutrição e assistência médica, que são relativamente bem distribuídos. Alterações na alimentação, bem como um aumento geral na qualidade dos cuidados de saúde e qualidade de vida são os fatores citados nas populações asiáticas. A desnutrição é conhecida por causar a baixa estatura nos norte-coreanos, alguns povos africanos, antigos povos europeus, e outras populações.
O povo dinca, do Sudão do Sul, tem sido descrito como o mais alto do mundo, com altura média para os homens de 1,90 m e 1,80 m para as mulheres. Um exemplo notório é Manute Bol, que, com 2,31 m, foi o jogador mais alto da NBA. Os Dinca são caracterizados como tendo pernas longas e o tronco esguio, uma adaptação às condições climáticas quentes. No entanto, um estudo de 1995 suscita dúvidas sobre tal título dos Dinka, em uma nova constatação a altura média dos homens em um único local, seria de 1,76 m.

## Processo de crescimento
Crescimento em estatura, determinada por seus vários fatores, resulta do alongamento dos ossos por meio de divisões celulares principalmente regulada pelos hormônios do crescimento (STH), que é secretado pela glândula pituitária. O hormônio opera na maioria dos tecidos do organismo, tem muitas outras funções, e continuará a ser produzido ao longo da vida, com níveis máximos coincidindo com os picos de velocidade do crescimento, e vão gradualmente diminuindo após a adolescência. Durante as duas primeiras horas de sono é quando é produzido a maior quantidade de STH. Exercícios físicos também promovem a secreção. A boa alimentação e a dosagem correta de exercícios físicos são muito importantes para a secreção regular e correta do hormônio.
A coluna é muito importante em determinar a altura final, ela é composta de 33 vértebras, porém somente 24 são permanentemente móveis e nunca se fundirão. Discos de cartilagem estão entre esses ossos, o tamanho dessas cartilagens influencia o comprimento da coluna. Há 22 discos de cartilagem que totalizam 25% da altura.
As pernas e os braços são feitos de osso muito rígido, que quando sofrem tensão suficiente, criam-se lacunas microscópicas. Durante o sono, o tecido ósseo é reparado através de um processo em que as células do tecido, chamadas osteoblastos, sintetizam matriz óssea formada de mucopolissacarídeos, sais de carbonato de cálcio e carbonato de fósforo, fazendo assim com que os ossos aumentem o comprimento.

## Anormalidades de altura

### Desvios do padrão
A maior parte das variações de altura entre as populações é de motivo genético. Baixa estatura e alta estatura geralmente não são uma preocupação quanto à saúde. Se o grau de desvio do normal é significativo, pode então atribuir o problema a causas externas.
Existem várias doenças e enfermidades que causam anomalias do crescimento, sendo as mais notáveis o gigantismo (muito raro), resultante de alterações na glândula pituitária sofridas na infância, e o nanismo, que tem várias causas. O turco Sultan Kösen é atualmente considerado o homem mais alto do mundo, com 2,51 m. O homem mais alto na história moderna foi Robert Pershing Wadlow de Alton, Illinois, que nasceu em 1918 e chegou a 2,72 m, morreu em 1940. O homem mais alto do mundo que não teve o crescimento causado por nenhuma anomalia é Bao Xishun, com 2,36 m.
O Food and Drug Administration (FDA), em 2003, aprovou o uso do STH como tratamento para os desvios de padrão de altura significativos. Este tratamento consiste em doses STH em pacientes que tem problemas patológicos que impedem ou afetam a produção normal do hormônio.

### Decréscimo na fase adulta
Há vários fatores que influenciam na estatura de um ser humano adulto, entre eles postura, doenças ósseas como osteoporose, fratura espinhal e a pressão gravitacional sofrida pela coluna durante o dia, entre outros.
A má postura, por exemplo, pode subtrair de dois a quatro centímetro da altura do indivíduo, isso devido à falta de posicionamento correto do corpo (ereção do tronco), levando à altura real do indivíduo a ficar "disfarçada" em virtude do vício postural. Já no caso da pressão sofrida pela gravidade do dia a dia, esta leva uma pessoa a "encolher" em média 12,5 milímetros (1,25 cm), já que os 23 discos gelatinosos da coluna são em 88% constituídos de água. Por exemplo, uma pessoa que acorda com 170 centímetros, termina o dia com pouco mais de 168. À noite as vértebras voltam a se expandir com o bombeamento de líquidos para a região espinhal. A fratura espinhal pode também diminuir de modo definitivo a altura de uma pessoa adulta entre dois e seis centímetros.
Após os 40, em virtude do encurtamento dos ossos e músculos, perde-se em média, a cada década, um centímetro e meio na altura, e aos 80 a maioria dos homens perdeu em média cinco centímetros de sua estatura, enquanto as mulheres perderam oito. O humorista brasileiro Jô Soares alegou em duas entrevistas (primeiro com Cláudia Raia, depois com Carla Candiotto) que perdeu desde sua juventude quatro centímetros na estatura (de 1,70 metro na juventude foi para 1,66 após os sessenta anos).

## Influência da altura no indivíduo
De um modo geral a altura não pode ser atribuída como causadora de melhor saúde e longevidade. Estudos feitos não encontraram nada que sugira que uma altura acima ou abaixo da média, dentro dos padrões normais, esteja associada a uma melhor saúde (Samaras & Elrick, 1999 ). Os que sofrem de gigantismo podem ter vários problemas médicos, incluindo problemas cardiovasculares, devido ao aumento da carga sobre o coração para abastecer o corpo com o sangue, e o aumento do tempo que leva o cérebro para se comunicar com as extremidades. Robert Wadlow, cresceu durante toda sua vida. Em muitas das imagens do final de sua vida, Wadlow pode ser visto quase sempre usando uma bengala de apoio. Sofria de problemas de circulação nas pernas, por serem muito compridas, comprometendo o tato na região, o que o fazia não notar certos ferimentos de imediato, o que causou uma infecção, que acabou causando a sua morte.

## Influência da altura no esporte
Altura frequentemente desempenha um papel importante no esporte, Para os esportes onde este poderia ser um fator contribuinte, a estatura específica pode ser útil (embora certamente não em todos os casos), uma vez que em geral está ligada ao sistema de alavancas da biomecânica, influenciando na velocidade de movimento, dependendo também da construção física em geral, aptidão e capacidade individual.
Por último, existem vários desportos onde o tamanho é irrelevante, e outros em que pode variar, sendo um fator específico para determinados cargos.

### Basquete
No basquete profissional, jogadores considerados baixos são geralmente bem acima da média de altura em relação à população geral. Os armadores, os menores jogadores, medem cerca de 1,83 m a 1,91 m. A média de altura para os pivôs, os maiores jogadores, é de 2,08 m a 2,18 m, e cerca de 2,01 m para as posições restantes. O longo alcance dos membros proporcionado pela altura elevada é crucial no basquete.

### Futebol
No futebol, um goleiro ou guarda redes alto tem maior vantagem pois terá uma melhor área de cobertura e poderá saltar e defender chutes altos facilmente, de modo que raramente, ou nunca, vê-se um goleiro de baixa estatura no nível profissional. No entanto, goleiros não muito altos terão mais facilidade em chegar ao chão para defender chutes rasteiros. Nas posições de ataque, altura nem sempre é importante, com alguns dos melhores jogadores do mundo como, Romário e Maradona apresentando baixa estatura e em muitos casos, ganhando uma vantagem com seu baixo centro de gravidade. Altura elevada é geralmente considerada vantajosa para zagueiros (também chamados de centrais) e centroavantes.

### Futebol americano
No futebol americano, um quarterback alto tem maior vantagem porque tem uma visão mais ampla do campo ao longo dos jogadores da sua linha ofensiva e da defesa dos adversários, tendo melhores condições para um bom lançamento. Wide receivers altos poderão saltar mais alto para receber passes com mais precisão, porém, essa vantagem encontra seus limites quando a demasiada altura comprometer a velocidade e a agilidade, extremamente necessárias para um receptor.
Tight ends geralmente têm mais de 1,93 m, e além de precisarem ter grande massa corporal para bloquear, precisam ser bons receptores, a altura lhes dá essa vantagem, e já que precisam correr rotas mais curtas, não necessitam de muita velocidade. Defensive backs mais baixos são normalmente utilizados devido à sua maior agilidade, como a habilidade de mudar de direções rapidamente.
Os linemen tendem a medir no mínimo 1,85 m e freqüentemente medem mais de 2 m, quanto mais altos maior será a massa corporal que poderão construir e mais eficazes serão em suas funções. Entre os linebackers encontra-se a maior irrelevância de altura no futebol americano, com jogadores de 1,78 m a 1,98 m, já que o principal requisito nessa posição é a combinação de força e rapidez.
Running backs baixos estão em vantagem porque sua menor estatura geralmente os tornam mais ágeis e mais difíceis de alcançá-los em velocidade e derrubá-los com precisão. Além disso, eles podem facilmente esconder-se por detrás dos grandes jogadores da linha ofensiva, dificultando para a defesa ter uma reação no início do jogo. Assim, na NFL e na NCAA, running backs com menos de 1,83 m são mais comuns que exemplares com mais de 1,91 m. Barry Sanders, considerado por alguns como o melhor running back da história do futebol americano, é um exemplo clássico de tal vantagem, medindo apenas 1,73 m. No entanto, Jim Brown, outro running back frequentemente considerado o melhor de todos os tempos, media 1,88 m, demonstrando os benefícios conferidos pelo maior poder e influência que fornece a altura.

### Artes marciais mistas
No MMA, lutadores mais altos têm maior vantagem quanto a envergadura e alcance de golpes de trocação. Por outro lado, lutadores mais baixos tendem a ser mais fortes que os adversários mais altos de mesmo peso, e muitas vezes têm maior vantagem na luta agarrada. Fedor Emelianenko, considerado o melhor lutador de MMA de todos os tempos, tem 1,83 m de altura, e os adversários que derrotou são quase que exclusivamente mais altos que ele, sendo o exemplo mais notável Hong-Man Choi, de 2,18 m, derrotado por Fedor por finalização com uma chave de braço.

### Natação
Nadadores altos com os braços longos são capazes de alcançar um melhor efeito de alavanca e aceleração na água, e também a resistência a água diminui com o aumento da estatura (ver Número de Froude), reduzindo a intensidade da força de arrasto hidrodinâmico que se opõe ao deslocamento do nadador. Michael Phelps, com 1,89 m, ganhou oito medalhas de ouro nos Jogos Olímpicos de 2008. A altura média dos 8 finalistas dos 100 metros estilo livre na final olímpica nos E.U.A foi de 1,96 m. Outro exemplo é Michael Gross, nadador alemão da década de 1980, com 2,01 m, foi ganhador de três medalhas de ouro em Jogos Olímpicos.

### Hóquei no gelo
Embora a história da NHL seja preenchida com jogadores mais baixos que alcançaram grandeza (Theo Fleury de 1,65 m) e já de estatura média como Martin St. Louis, de 1,75 m e Sidney Crosby, de 1,80 m, mais tarde, jogadores acima de 1,80 m e mais de 90 kg passaram a ser mais utilizados, devido a terem maior alcance e serem capazes de realizar a punição corporal necessária.

### Ginástica artística
Na ginástica artística, é vantajoso ser menor. Um baixo centro de gravidade pode dar a um atleta melhor equilíbrio. Um pequeno atleta também pode ter um tempo mais fácil de manipular seu corpo no ar.

## Altura adulta média em todo o mundo
Abaixo estão as médias de altura para adultos por país. (Os estudos originais e as fontes devem ser consultadas para obter detalhes sobre a metodologia e as medidas exatas.)
| País            | Altura média masculina | Altura média feminina | Grupo de idade toda a populaçao    | Método     | Ano       | Fonte         |
| --------------- | ---------------------- | --------------------- | ---------------------------------- | ---------- | --------- | ------------- |
| Alpes Dináricos | 185,6 cm (6' 1")       | 170,7 cm (5' 7.2")    | 17                                 |            |           | [ 10 ]        |
| Alemanha        | 179,0 cm (5' 10.5")    | 166,0 cm (5' 5.5")    | +18                                | Medição    | 2017      | [ 11 ]        |
| Alemanha        | 181,0 cm (5' 11.25")   | 168,0 cm (5' 6.25")   | 20-24                              | Medição    | 2017      | [ 11 ]        |
| Argélia         | 170,0 cm (5' 7'')      | 159,2 cm (5' 2.75'')  | 25-34                              | Medição    | 2003      | [ 12 ]        |
| Argentina       | 173,8 cm (5' 8.4")     | 161,1 cm (5' 3.4")    | 20-49                              | Medição    | 2022      | [ 13 ]        |
| Argentina       | 174,3 cm (5' 8.75")    | 161,5 cm (5' 3.6")    | 18-30                              | Medição    | 2012-2013 | [ 14 ]        |
| Argentina       | 174,3 cm (5' 8.75")    | 161,1 cm (5' 3.4")    | 18                                 | Medição    | 2005-2009 | [ 15 ]        |
| Austrália       | 177,8 cm (5' 10")      | 163,8 cm (5' 4.5")    | 18-24                              | Medição    | 2011-2012 | [ 16 ]        |
| Áustria         | 179,6 cm (5' 10.7")    | 167,1 cm (5' 5.8")    | 21-25                              | Entrevista | 1997–2002 | [ 17 ]        |
| Bangladesh      | 162,7 cm (5' 4'')      | 150,9 cm (4' 11.5")   | 25-34                              | Medição    | 2009-2010 | [ 18 ]        |
| Barém           | 165,1 cm (5' 5")       | 154,2 cm (5' 0.9")    | 19+                                | Medição    | 2002      | [ 19 ]        |
| Bélgica         | 179,5 cm (5' 10.75'')  | 166,3 cm (5' 5.5'')   | 18                                 | Medição    | 2005      | [ 20 ]        |
| Bolivia         | 166,6 cm (5' 5.5")     | 155,4 cm (5' 1.25")   | 18                                 | Medição    | 2005-2007 | [ 21 ]        |
| Brasil          | 170,8 cm (5' 7.25'')   | 158,0 cm (5' 2.25'')  | +18                                | Medição    | 2013      | [ 22 ] [ 23 ] |
| Brasil          | 173,9 cm (5' 8.5')     | 160,0 cm (5' 3")      | 18-24                              | Medição    | 2019      | [ 24 ] [ 25 ] |
| Camarões        | 170,6 cm (5' 7.2")     | 161,3 cm (5' 3.7")    | Adultos (urbano)                   | Medição    | 2003      | [ 26 ]        |
| Canadá          | 174,0 cm (5' 8.5")     | 161,0 cm (5' 3.4")    | Adultos                            | Medição    | 2005      | [ 27 ]        |
| Coreia do Norte | 166,0 cm (5' 5.4")     | 154,1 cm (5' 0.6")    | +20                                | Medição    | 2008-2017 | [ 28 ]        |
| Coreia do Sul   | 174,1 cm (5' 8.5")     |                       | 18-28                              | Medição    | 2021      | [ 29 ]        |
| Coreia do Sul   | 173,54 cm (5' 8.3")    | 160,37 cm (5' 3.1")   | 19                                 | Medição    | 1999      | [ 30 ]        |
| Chile           | 171,2 cm (5' 7.5")     | 157,2 cm (5' 2")      | 25-44                              | Medição    | 2009-2010 | [ 31 ]        |
| Colômbia        | 172,0 cm (5' 7.7")     | 158,0 cm (5' 2.4")    | Adultos(Estudantes Universitários) | Medição    | 2001-2004 | [ 32 ]        |
| Colômbia        | 172,3 cm (5' 7.8)"     | 159,4 cm (5' 2.75")   | 19                                 | Medição    | 2009-2010 | [ 33 ] [ 34 ] |
| China           | 172,4 cm (5' 8")       | 160,2 cm (5' 3")      | 19                                 | Medição    | 2014      | [ 35 ]        |
| China           | 173,4 cm (5' 8.3")     | 161,2 cm (5' 3.5")    | 18                                 | Medição    | 2005      | [ 36 ]        |
| China           | 172,7 cm (5' 8")       | 160,6 cm (5' 3.25")   | 18(Urbano)                         | Medição    | 2005      | [ 37 ]        |
| Cuba            | 170,2 cm (5' 7")       | 158,0 cm (5' 2.2")    | 18                                 | Medição    | 1974-1975 | [ 38 ]        |
| Cuba            | 168,0 cm (5' 6.2")     | 155,0 cm (5' 1")      | 60-64                              | Medição    | 1999-2000 | [ 39 ]        |
| Dinamarca       | 180,3 cm (5' 11")      |                       | 18                                 | Medição    | 2013      | [ 40 ]        |
| Equador         | 166,0 cm (5' 5.4")     | 153,4 cm (5' 0.4")    | 19                                 | Medição    | 1999-2012 | [ 41 ]        |
| Espanha         | 175,62 cm (5' 9.1")    | 162,48 cm (5' 4")     | 21(Média)                          | Medição    | 2006      | [ 42 ]        |
| Espanha         | 175,2 cm (5' 9")       | 162,3 cm (5' 4")      | 18-30                              | Medição    | 2004      | [ 43 ]        |
| Estados Unidos  | 175,3 cm (5' 9")       | 161,3 cm (5' 3.5")    | 20+                                | Medição    | 2015-2018 | [ 44 ]        |
| Estados Unidos  | 178,0 cm (5' 10")      | 164,5 cm (5' 4.75")   | 20-39 (Caucasianos)                | Medição    | 2015-2018 | [ 44 ]        |
| Estados Unidos  | 171,2 cm (5' 7.5")     | 158,7 cm (5' 2.5")    | 20-39 (Latino-americanos)          | Medição    | 2015-2018 | [ 44 ]        |
| Estados Unidos  | 176,4 cm (5' 9.5")     | 163,4 cm (5' 4.25")   | 20-39 (Afro-americanos)            | Medição    | 2015-2018 | [ 44 ]        |
| Estados Unidos  | 172,9 cm (5' 8")       | 158,0 cm (5' 2.25")   | 20-39 (Asiáticos-americanos)       | Medição    | 2015-2018 | [ 44 ]        |
| Estônia         | 181,28 cm (5' 11.4")   | 168,23 cm (5' 6.25")  | 18                                 | Medição    | 2018      | [ 45 ]        |
| Etiópia         | 170,34 cm (5' 7.1")    |                       | 18-52                              | Medição    | 2020      | [ 46 ]        |
| Filipinas       | 163,5 cm (5' 4.4")     | 151,8 cm (4' 11.8")   | 20-39                              | Medição    | 2003      | [ 47 ]        |
| Finlândia       | 178,2 cm (5' 10")      | 164,7 cm (5' 4.7")    | 15-64                              | Entrevista | 2004      | [ 48 ]        |
| França          | 174,1 cm (5' 8.5")     | 161,9 cm (5' 3.7")    | 20+                                | Medição    | 2001      | [ 49 ]        |
| França          | 177,0 cm (5' 9.7")     | 164,6 cm (5' 4.8")    | 20–29                              | Medição    | 2001      | [ 49 ]        |
| Gana            | 170,79 cm (5' 7.25")   | 161,19 cm (5' 3.5")   | 18-30                              | Medição    | 2018-2020 | [ 50 ]        |
| Grécia          | 178,06 cm (5' 10.1")   |                       | 18-26                              | Medição    | 2006-2007 | [ 51 ]        |
| Iraque          | 165,5 cm (5' 5.1")     | 155,8 cm (5' 1.3")    | 18–44                              | Medição    | 1999–2000 | [ 52 ]        |
| Irão            | 174,2 cm (5' 8.6")     | 159,5 cm (5' 2.8”)    | 18–25                              | Medição    | 2011      | [ 53 ]        |
| Islândia        | 181,7 cm (5' 11.5")    | 167,6 cm (5' 6")      | 20                                 |            |           | [ 54 ]        |
| Israel          | 175,6 cm (5' 9")       | 162,8 cm (5' 4")      | 20-22                              |            | 1980-2000 | [ 55 ]        |
| Itália          | 176,9 cm (5' 9.75")    | 163,2 cm (5' 4.25")   | 20 (Região Central e Norte)        | Medição    | 1994-2000 | [ 56 ]        |
| Itália          | 174,2 cm (5' 8.5")     | 160,8 cm (5' 3.25")   | 20 (Região Sul)                    | Medição    | 1994-2000 | [ 56 ]        |
| Índia           | 165,2 cm (5' 5.1")     | 152,0 cm (4' 11.9")   | 20-29                              | Medição    | 2005–2006 | [ 57 ]        |
| Indonésia       | 167,45 cm (5' 5.9")    | 155,40 cm (5' 1.2")   | 17-25                              | Medição    | 2016-2017 | [ 58 ]        |
| Jamaica         | 171,8 cm (5' 7.6")     | 160,8 cm (5' 3.3")    | Adultos                            | Medição    | 1994–1996 | [ 59 ]        |
| Japão           | 171,47 cm (5' 7.5")    | 158.20 cm (5' 2.25")  | 20-24                              | Medição    | 2019      | [ 60 ]        |
| Lituânia        | 181,3 cm (5' 11.3")    | 167,5 cm (5' 5.9")    | 18                                 |            | 2005      | [ 61 ]        |
| Malawi          | 166 cm (5' 5.3")       | 155,0 cm (5' 1.0")    | 16–60 (urbano)                     | Medição    | 2000      | [ 62 ]        |
| Malta           | 175,2 cm (5' 9")       | 163,8 cm (5' 4.5")    | 25-34                              |            |           | [ 63 ]        |
| México          | 167,0 cm (5' 5.7")     | 155,0 cm (5' 1.0")    | Adultos                            | Medição    | 1998      | [ 64 ]        |
| Mongólia        | 168,4 cm (5' 6.3")     | 157,7 cm (5' 2.1")    | 25–34                              | Medição    | 2006      | [ 65 ]        |
| Nigéria         | 167,0 cm (5' 5.75")    | 159,0 cm (5' 2.6")    | 18                                 | Medição    | 2006      | [ 66 ]        |
| Nova Zelândia   | 177,0 cm (5' 9.7")     | 165,0 cm (5' 5")      | 19-45                              |            | 1993      | [ 67 ]        |
| Noruega         | 179,5 cm (5' 10.75")   |                       | 19-44                              | Medição    | 2010      | [ 68 ]        |
| Países Baixos   | 183,8 cm (6' 0.4")     | 170,7 cm (5' 7.2")    | 20-21                              | Medição    | 2008-2009 | [ 69 ]        |
| Paquistão       | 174,01 cm (5' 8.5")    |                       | 18-30                              | Medição    | 2021      | [ 70 ]        |
| Peru            | 164,0 cm (5' 4.6")     | 151,0 cm (4' 11.5")   | 20+                                | Medição    | 2005-2007 | [ 71 ]        |
| Peru            | 166,55 cm (5' 5.6")    | 155,44 cm (5' 1.2")   | +18                                | Medição    | 2015-2016 | [ 72 ]        |
| Portugal        | 173,9 cm (5' 8.5")     |                       | 18                                 | Medição    | 2008      | [ 73 ]        |
| Portugal        | 175,1 cm (5' 9")       | 162,5 cm (5' 4")      | 18-35                              | Medição    | 2014      | [ 74 ]        |
| Portugal        | 172,9 cm (5' 8")       |                       | 21 (Média)                         | Medição    | 1998-99   | [ 75 ]        |
| Portugal        | 173,7 cm (5' 8.4")     | 163,7 cm (5' 4.5")    | Adultos                            | Medição    | 2014      | [ 76 ]        |
| Polônia         | 178,7 cm (5' 10.4")    | 165,1 cm (5' 5")      | 18                                 | Medição    | 2007-2009 | [ 77 ]        |
| Porto Rico      | 170,98 cm (5' 7.3")    |                       | 18-65                              | Medição    | 2021      | [ 78 ]        |
| Porto Rico      | 171,41 cm (5' 7.5")    | 158,29 cm (5' 2.3")   | 18-72                              | Medição    | 1997      | [ 79 ] [ 80 ] |
| Reino Unido     | 177,8 cm (5' 10")      | 163,3 cm (5' 4.3")    | 25-34                              | Mediçao    | 2012      | [ 81 ]        |
| República Checa | 180,3 cm (5' 11")      | 167,3 cm (5' 6.0")    | 18                                 | Medição    | 2005      | [ 82 ]        |
| Rússia          | 176,0 cm (5' 9.3")     | 164,0 cm (5' 4.6")    | Adultos                            | Medição    | 1991–92   | [ 83 ]        |
| Singapura       | 170,6 cm (5' 7.2")     | 160 cm (5' 3")        | 17-25                              |            | 2003      | [ 84 ]        |
| Suécia          | 180,2 cm (5' 10.9")    | 167 cm (5' 5.7")      | 16-24                              |            |           | [ 85 ]        |
| Suíça           | 178,1 cm (5' 10.1")    |                       | 18–21                              | Medição    | 2005      | [ 86 ]        |
| Taiwan          | 172,78 cm (5' 8")      | 160,32 cm (5' 3.1")   | 23-24                              | Medição    | 2014-2015 | [ 87 ]        |
| Tailândia       | 167,1 cm (5' 5.75")    | 156,6 cm (5' 1.75")   | 21-62                              | Medição    | 2005-2007 | [ 88 ]        |
| Turquia         | 174,0 cm (5' 8.5")     | 158,9 cm (5' 2.5")    | 18-59                              | Medição    | 2004–2006 | [ 89 ]        |
| Vietnã          | 165,76 cm (5' 5.25")   | 155,22 cm (5' 1.1")   | 20-25                              | Medição    | 2006-2007 | [ 90 ]        |